# PCs für alle
PCs für alle ist ein gemeinnütziger Verein mit Sitz in Wien, Österreich. Der Verein nimmt gebrauchte Desktop PCs, Laptops, Tablets und Smartphones, Monitore und Zubehör in Form von Spenden entgegen. Die Geräte werden aufbereitet und danach an finanziell schlecht gestellten Menschen, Schulen und karitativen NGOs kostenlos übergeben, um insbesondere Kindern und Jugendlichen den Weg in die digitale Zukunft zu ebnen.

## Geschichte
Vereinsobmann Peter Bernscherer hatte bereits seit 2018 gebrauchte Computer eingesammelt, sie wieder in Gang gesetzt und an jene kostenlos weitergegeben, die sie für Schule, Studium oder Arbeit dringend benötigten, sich aber nicht leisten konnten. Durch den ersten Lockdown während der Covid-19-Pandemie stieg der Bedarf an Geräten vor allem für Homeschooling sprunghaft an, worauf Bernscherer im Mai 2020 den Verein gründete. In den Werkstätten des Vereins unterstützen zahlreiche Freiwillige regelmäßig bei der Datenlöschung, der Neuinstallation, Reparaturen und der Ausgabe von Geräten. Der Verein legt großen Wert auf Gleichberechtigung und Chancengleichheit, weshalb Menschen unterschiedlichster Herkunft und Altersgruppen in seiner Arbeit engagiert sind. Besonders betont wird die Förderung von Mädchen und Frauen, sich mit IT-Themen auseinanderzusetzen und in diesem Bereich aktiv zu werden. Der Verein begann zunächst in einem relativ kleinen Lokal, hat sich jedoch im Laufe der Jahre weiterentwickelt und umfasst mittlerweile neben einer großen Werkstatt in Wien auch Werkstätten in Linz und Graz sowie mehrere Abgabestellen in ganz Österreich.
PCs für alle ist mittlerweile auch international Tätig. Seit dem Russischen Überfall auf die Ukraine unterstützt PCs für alle auch Flüchtlinge aus der Ukraine mit Geräten, insbesondere Kinder und Jugendliche, damit diese am Fernunterricht ukrainischer Schulen teilnehmen können. Es werden sowohl Flüchtlingsfamilien in Wien und ganz Österreich unterstützt als auch finanziell benachteiligte Schulen in der Ukraine. Weitere Geräte wurden an Schulen in verschiedenen Ländern geschickt, inklusive Kolumbien (in Zusammenarbeit mit dem Verein Nawowa aus Wien), Bosnien und Herzegowina und Serbien.
Laut aktueller Selbstauskunft wurden vom Verein bereits 28.550 Familien mit einem digitalen Endgerät ausgestattet (Stand 2025). Im Oktober 2023 berichtete der ORF, dass bereits mehr als 19.000 Familien Geräte von PCs für alle erhalten hätten. Bereits im April 2022 hatten die Wissenschaftskabarettisten Science Busters im Rahmen einer Aufführung in der Wiener Kleinkunst-Bühne Kulisse eine Spende übergeben, die anlässlich des 80. Geburtstags von Heinz Oberhummer gesammelt worden war.

## Motivation
Die ursprüngliche Idee bestand darin, gebrauchte Computer einzusammeln, sie wieder in Gang zu setzen und kostenlos an Menschen weiterzugeben, die sie für Schule, Studium oder Arbeit benötigen, aber sich die Geräte nicht leisten konnten. Damit soll diesen die Teilhabe an der digitalen Welt und an E-Learning ermöglichen. So sollen vor allem Kinder aus armutsbetroffenen Familien dieselben Chancen in der Schule erhalten. Darüber hinaus geht es PCs für alle auch um Müllvermeidung und einen aktiven Beitrag zum Klimaschutz durch Wiederverwendung.

## Kooperationen
PCs für alle versorgt auch andere sozialwirtschaftliche Non-Profit-Organisationen mit benötigter Computer-Hardware für deren Einrichtungen und Klientinnen und Klienten. Zu den institutionellen Empfängern zählten etwa das Wiener Rote Kreuz, das Hilfswerk Österreich sowie der Blinden- und Sehbehindertenverband Österreich. Im Herbst 2021 spendete PCs für alle 100 PCs inklusive Bildschirmen an Wiener Sozialmärkte, die diese günstig an Menschen mit niedrigem Einkommen zum Kauf anboten.
Auch über die Grenzen Österreichs hinaus ist der Verein aktiv. PCs für alle liefert Computerequipment, das von der OECD an Schulen der von Ukrainischen Streitkräften zurückeroberten Oblaste Charkiw, Cherson und Tschernihiw geliefert wird. Der Doro Blancke Flüchtlingshilfe wurden Computer, Drucker und Beamer für einen Computerraum in einem Flüchtlingslager auf der griechischen Insel Lesbos zur Verfügung gestellt. Gemeinsam mit dem Verein „SOS Balkanroute“ des österreichischen Musikers Kid Pex sowie dem bosnischen Roten Kreuz stattete PCs für alle im Jahr 2022 eine Schule in der Stadt Bihać mit Computern aus.
Eine spezielle Kooperation besteht mit dem IT-Zweig eines Wiener Gymnasiums der Diakonie Österreich. Die Schülerinnen und Schüler bereiten auf Anfrage von PCs für alle im Rahmen des EDV-Unterrichts Computer auf. Davon profitieren sowohl der Verein als auch die Jugendlichen, die dadurch Reparatur-Erfahrung mit unterschiedlichen Hardware-Typen sammeln können.
Ein weiteres bedeutendes Projekt ist Digilehre, das sich auf die berufliche Weiterbildung von Schülerinnen und Schülern konzentriert. Ziel des Projekts ist es, die Abbruchquote von Lehrlingen zu verringern, die durch die digitalen Anforderungen ihres Berufs überfordert sind. Um diesem Problem entgegenzuwirken, erhalten Arbeitgeber*innen die Möglichkeit, ihren Lehrlingen kostenfrei gebrauchte, jedoch voll funktionsfähige Computer zur Verfügung zu stellen, die diese auch nach Abschluss ihrer Lehre behalten dürfen.
Zusätzlich wird Schülerinnen und Schülern verschiedener Ausbildungsrichtungen die Gelegenheit geboten, ein Praktikum im Verein zu absolvieren.

## Auszeichnungen
- 2022: Orte des Respekts Publikumspreis[14]